# الاعوج (فرع العدين)

تعديل مصدري - تعديل

الاعوج محلة تابعة لقرية البادية، التابعة لعزلة المسيل بمديرية فرع العدين إحدى مديريات محافظة إب في الجمهورية اليمنية، بلغ تعداد سكانها 49 حسب تعداد اليمن لعام 2004.